# Frullanoides densifolia
Frullanoides densifolia är en bladmossart som beskrevs av Giuseppe Raddi. Frullanoides densifolia ingår i släktet Frullanoides och familjen Lejeuneaceae. Inga underarter finns listade i Catalogue of Life.